# Едия Сервилия
Вижте пояснителната страница за други личности с името Сервилия.
Едия Сервилия (на латински: Aedia Servilia) е римска благородничка от 1 век.
Произлиза от фамилията Сервилии. Омъжва се за Маний Ацилий Авиола от клон Авиола на фамилията Ацилии. През 54 г. той е консул, 65/66 г. проконсул на провинция Азия, от 74 до смъртта си 97 г. e curator aquarum и наблюдава водоснабдяването на Рим.